# Богреші
Богреші (груз. ბოგრეში) — село в Грузії.
За даними перепису населення 2014 року в селі проживає 79 осіб.